# Edgar John

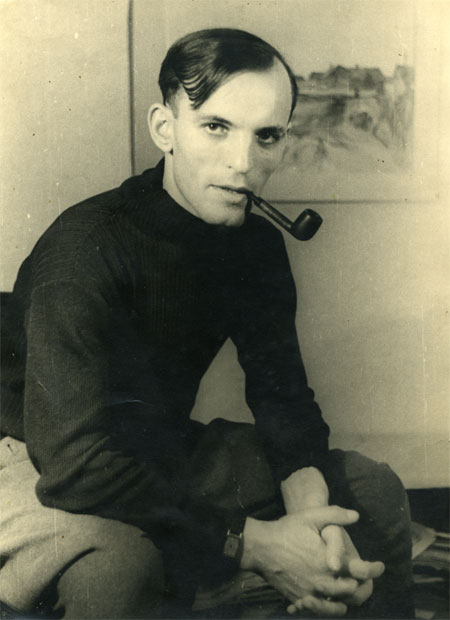
Fotografie des jungen Edgar John aus dem Jahr 1948, im Hüffenhardter Atelier

Edgar John (* 11. Februar 1913 in Ramstein; † 18. April 1996 in Bad Friedrichshall) war ein deutscher Maler. Er arbeitete mit unterschiedlichsten Techniken, von der Radierung über Linol- und Holzschnitt, Bleistift-, Feder-, Rötel- und Kohlezeichnungen, Öl- und Aquarellgemälde bis hin zu Mosaikarbeiten. Ebenso gehörten die Gestaltung von Brunnen, das Plastizieren mit Ton sowie das künstlerische Schmieden von Metallen zu seinem Technik-Repertoire. Seine Kunst war von den Menschen, der Landschaft, den Städten und Dörfern seines Heimatraumes geprägt. Er arbeitete auch als Porträt- und Pressezeichner und war Kriegsberichterstatter im Zweiten Weltkrieg.

## Leben
Edgar John war der Sohn des Malers, Technikers und Kirchenrestaurators Hugo John (1874–1956). Mit 18 Jahren begann er an der Mannheimer Kunstakademie das Studium bei Albert E. Henselmann und bei Oertel. Zu seinen Förderern zählten der damalige Dirigent des Mannheimer Nationaltheaters Karl Elmendorff und der Konzertpianist Otto Voss. Während dieser Zeit hatte Edgar John bereits mehrere Ausstellungen in der Kunsthalle Mannheim, die früh Werke des 20-Jährigen erwarb. Er bezeichnete es als besonderes Glück, immer wieder von dem Impressionisten Max Slevogt auf sein pfälzisches Landgut eingeladen zu werden. Slevogt schätzte die Zeichnungen des jungen Künstlers und gab ihm wertvolle Ratschläge mit auf seinen künstlerischen Weg.
Mitte der 30er Jahre studierte Edgar John in Berlin bei dem Porträtmaler Fritz Rhein. Während dieser Zeit pflegte er Kontakte zu Künstlern und Kunstmäzenen. Besonders beeindruckten ihn die Treffen bei und mit Max Liebermann. In Berlin erweiterte John seine Fähigkeiten als Schüler des Pferdemalers Adam, was sich in seinen Tierbildern und -Zeichnungen zeigte.
Als Stipendiat kam Edgar John nach Kassel zu van Brackl und schließlich nach Königsberg zu Ernst Schaumann. Dort, auf der Kurischen Nehrung in Nida, hatte sich eine Künstlerkolonie niedergelassen, welche die Landschaft Ostpreußens in den Mittelpunkt ihres Schaffens stellte.

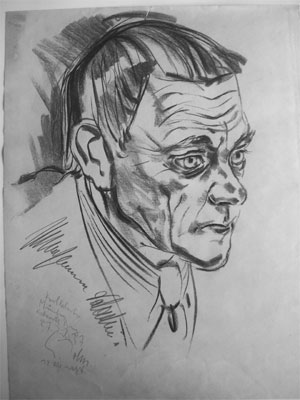
Karl Valentin, Kohlezeichnung, gezeichnet um 12 Uhr nachts nach einer Vorstellung im Münchener Kabarett Benz, unterzeichnet von Karl Valentin, München, 27. Juli 1937

Bis zum Ausbruch des Zweiten Weltkrieges arbeitete Edgar John als freier Pressezeichner für regionale und überregionale Tageszeitungen. Über diese Tätigkeit kam er als Porträtist mit vielen Schriftstellern, Dichtern, Schauspielern und Musikern zusammen. Auf Empfehlung des Filmschauspielers Paul Kemp wurde er anlässlich der Heidelberger Schlossfestspiele 1935 beauftragt, den Staatsschauspieler Heinrich George als „Götz“ und den Schauspieler Werner Krauß in der Rolle des „Mephisto“ zu porträtieren. In dieser Zeit porträtierte er unter anderen den bekannten Clown Grock, den englischen Dirigenten und Gründer des London Symphony Orchesters, Thomas Beecham, den österreichischen Lyriker Josef Weinheber, den norwegischen Romanschriftsteller Trygve Gulbranssen und den flämischen Dichter Felix Thimmermans, den Dirigenten Wilhelm Furtwängler, die Schauspielerin Elisabeth Flickenschildt, den Schauspieler Viktor de Kowa und den Schauspieler und Komiker Karl Valentin.
Mit Ausbruch des Zweiten Weltkrieges meldete er sich freiwillig zu den Kriegsberichterstattern. Bei seinem Einsatz im Westen und vor allem im Osten waren es die Kriegsnot, die Schicksale der Flüchtlinge und der elternlosen Kinder in den Dörfern und Städten des weiten russischen Landes, die ihn veranlassten, diese Eindrücke in weit mehr als 1000 Zeichnungen und Bildern festzuhalten.
Als er 1943 auf Fronturlaub nach Mannheim zurückkam, fand er seine Wohnung und sein Atelier mit vielen eigenen und erworbenen Zeichnungen von einer Fliegerbombe vernichtet vor. Zwei komplette Ausstellungen mit seinen Aquarellen und Zeichnungen von den Kriegsschauplätzen, die von der Mannheimer Künstlergruppe „Porta“ in der Kunsthalle organisiert worden waren, waren verbrannt.
Edgar John musste Mannheim verlassen und wurde auf das Land in das Dorf Hüffenhardt im Kraichgau evakuiert. Dort lernte er seine Frau Erika geb. Schmitt († 28. März 2006) kennen. Das Paar hatte einen gemeinsamen und einen adoptierten Sohn aus erster Ehe von Frau Erika sowie zwei Enkelkinder.
Als Edgar John aus der Kriegsgefangenschaft zurückkehrte, entwickelte sich das Haus John in Hüffenhardt zum kulturellen Treffpunkt von Journalisten, Schriftstellern, Künstlern und Filmregisseuren, die aus den zerstörten Großstädten auf das Land flüchteten und insbesondere in den Notjahren 1946 bis 1949 von Edgar John mit dem (Über-)Lebensnotwendigsten versorgt wurden. 
In dieser und der Folgezeit arbeitete er als Pressezeichner und freier Journalist für das Heidelberger Tageblatt, die Rhein-Neckar-Zeitung, den Mannheimer Morgen und Die Rheinpfalz. Der Burda-Verlag beauftragte ihn mit der Illustration des Barock-Romans Simplicius Simplicissimus von Hans Jakob Christoffel von Grimmelshausen. Neben vielen anderen Büchern illustrierte John ein Werk des elsässischen Schriftstellers Paul Bertololy über die Kreuzzüge, außerdem Mundartgedichtsammlungen von Hanns Glückstein und Kurt Kölsch sowie zwei Neuerscheinungen über das Mannheimer Original „Blumepeter“. Des Weiteren übernahm er die künstlerische Gestaltung vieler Heimat-, Kinder- und Jugendbücher.
In seiner Heimatgemeinde war er viele Jahre Gemeinderat und zeitweise kommissarisch eingesetzter und stellvertretender Bürgermeister. Als Mitbegründer des örtlichen Sport- und des Schützenvereins prägte er das dörfliche Leben mit und setzte sich für die Integration der Evakuierten und Heimatvertriebenen ein.
Von 1963 bis 1997 erschienen die Edgar-John-Kunstkalender mit Motiven aus dem Kraichgau, dem Odenwald und dem Neckartal zwischen Heidelberg und Heilbronn. Hinzu kamen Illustrationen von zahlreichen Heimatkalendern (u. a. Der Jäger aus Kurpfalz) und die Herausgabe mehrerer Kunstmappen. Neben privaten in- und ausländischen Sammlern und Kommunen sind auch der Neckar-Odenwald-Kreis, die Landesbibliothek Karlsruhe und das Land Baden-Württemberg im Besitz vieler typischer Arbeiten des Künstlers. 
Im Rahmen der 900-Jahr-Feier seiner Heimatgemeinde Hüffenhardt erhielt er am 16. Juni 1983 das Große Bundesverdienstkreuz. Die Gemeindeverwaltung Hüffenhardt benannte ihm zu Ehren eine Straße.
Er starb am 18. April 1996 im Krankenhaus in Bad Friedrichshall an den Folgen eines schweren Sturzes, den er sich während seiner künstlerischen Arbeit zuzog.
Von April bis Juni 2007, 11 Jahre nach Edgar Johns Tod, kuratierte sein Sohn Thomas in Zusammenarbeit mit der Stadt Bad Rappenau eine umfassende Edgar John-Retrospektive mit mehr als 220 Exponaten, darunter vielen Leihgaben. Diese Ausstellung im Rathaus der Stadt besuchten mehr als 6.000 Personen.
Edgar Johns älterer Bruder Walter John (1910–1974) war ebenfalls als Maler tätig.